# Arameiska demokratiska organisationen
Arameiska demokratiska organisationen , även kallat för ArDO är ett nationalpolitiskt arameiskt/syrianskt parti i Libanon. Organisationen skall utgöra en del av den internationella arameiska rörelsen runt om i världen och vara en del av den språkliga, ideologiska, politiska och sociala kristna motståndsrörelsen för det syrianska arameiska folket i Libanon.

## Målen
1. Att bilda opinion, såväl på nationell som på världsnivå, för den arameiska saken.
2. Att verka för att återerövra det arameiska folkets bortrövade rättigheter; såväl geografiskt som historiskt och kulturellt i Mellersta Östern.
3. Att genom politiska, massmediala och andra medel kämpa för ett arameiskt land i det historiska Aram-landet.
4. Att verka för att rädda det arameiska språkliga, litterära och kulturella arvet från de systematiska och statsorganiserade arabiserings-, turkifierings-, kurdifierings- och islamiseringsprocesserna.
5. Att motverka assimileringen såväl i diasporan som i hemlandet, samt att ständigt verka för att förena det arameiska folket med det nationella målet, nämligen att återvända till araméernas framtida land med utgångspunkt från Libanon.

## Principerna
1. Araméerna som folk äger nationens samtliga egenskaper såsom språk, kultur och etnisk identitet. Men det är ett förtryckt folk, vars ursprungliga land är delat mellan ockupationsmakterna.
2. Den arameiska nationen består av medlemmar av följande grupper:

Syrisk ortodoxa
Syrisk katolska
Syrisk maronitiska
Östsyriska (Österns kyrka “nestorianska”, Gamla Österns kyrka  & Kaldeisk Katolska)
Latinska (i Mellanöstern)
Syrisk protestantiska
Melkitisk ortodoxa (i Mellanöstern)
Melkitisk katolska (i Mellanöstern)
Mandéer
Jubb Addinbor, Bakhaabor and Maalulabor (nordöst om Damaskus) Araméer.